# Aregno
Aregno település Franciaországban, Haute-Corse megyében. Lakosainak száma 594 fő (2022. január 1.). Aregno Corbara, Algajola, Cateri, Lavatoggio, Lumio, Pigna és Sant’Antonino községekkel határos.

## Népesség
A település népességének változása:
| Lakosok száma | 359  | 547  | 544  | 593  | 601  | 600  | 598  | 598  | 597  | 594  |
|               | 1968 | 1982 | 1990 | 2006 | 2013 | 2015 | 2017 | 2019 | 2020 | 2022 |